# Rivetina syriaca
Rivetina syriaca es una especie de mantis de la familia Mantidae.

## Distribución geográfica
Se encuentra en Asia.